# 1402年大彗星
1402年大彗星（Great Comet of 1402、C/1402 D1）是一顆明亮的彗星，出現在1402年2月至4月之間。根據報導，彗星在白天可見的時間長達8天，這是歷史上最長的一次記錄。許多編年史中都提到了這顆彗星，其中大多數將彗星出現時間紀錄為1402年，但有人認為，史書提到1401年和1403年看到的彗星實際是記錄錯誤所致。

## 歷史紀錄
雅各布斯·安吉勒斯（Jacobus Angelus）在《彗星哲學論》（Tractatus de Cometis）中提到這顆彗星，這是有關該彗星最廣泛的一次描述，人們第一次看到這顆彗星是在二月初。到了3月中旬，他提到彗星的尾部大約45度長，形狀像一個倒金字塔，並且變得彌散。他最後一次看到這顆彗星是在3月26日或27 日，提到“日出前彗星在東方出現，因為我看到了三根又長又粗的尾巴”，表明存在彗尾條紋，而日落後又可見一根，可能是離子尾。
1473年的義大利編年史《Annales Forolivienses》提到，這顆彗星在二月底和三月初位於白羊座以東，並且變得越來越亮，在三月中旬，它提到這顆彗星在白天可見。許多其他編年史中也提到了這顆彗星，包括俄羅斯和穆斯林的編年史，其中提到它出現在二月到四月，而且又大又亮。
亞洲最廣泛的紀錄則是韓國史書《太宗恭定大王實錄》，提到這顆彗星于2月20日首次被注意到，是一顆掃帚星，尾巴長5-6度，位於仙女座和雙魚座。 兩天后，尾巴長達10度。這顆彗星也在3月8日被觀測到，最後一次被觀測到是在3月19日。 
1715年的日本史書《大日本史》中也提到了這顆彗星，但中國文獻中則沒有提及該彗星。
歷史學家杜卡斯（Doukas）在其著作《拜占庭歷史》（1462年）中提到1402年7月的安卡拉戰役期間出現一顆明亮的彗星，描述暗示它在白天可見，直到秋分時都保持可見。 然而，沒有其他消息來源提到這顆彗星，而描述似乎也有些誇張。大衛·西爾金特（David Seargent）表示，杜卡斯實際上記錄下1402年初看到的彗星，但是配合這場戰鬥而故意更動時間。